# امبوهینایهاونانا
امبوهینایهاونانا (به لاتین: Ambohinihaonana) یک سکونتگاه مسکونی در ماداگاسکار است که در واتوواوی-فیتووینانی واقع شده‌است.

## خصوصیات
امبوهینایهاونانا ۲٬۰۰۰ نفر جمعیت دارد و ۸۸ متر بالاتر از سطح دریا واقع شده‌است.